# Сејлем (округ Фултон, Арканзас)
Сејлем (енгл. Salem, Fulton County) град је у америчкој савезној држави Арканзас.

## Демографија
По попису из 2010. године број становника је 1.635, што је 44 (2,8%) становника више него 2000. године.
| Група             | 2000.         | 2010.         |
| Белци             | 1.545 (97,1%) | 1.570 (96,0%) |
| Афроамериканци    | 5 (0,3%)      | 5 (0,3%)      |
| Азијати           | 5 (0,3%)      | 5 (0,3%)      |
| Хиспаноамериканци | 8 (0,5%)      | 23 (1,4%)     |
| Укупно            | 1.591         | 1.635         |